# La Roche-Morey
La Roche-Morey é uma comuna francesa na região administrativa de Borgonha-Franco-Condado, no departamento de Alto Sona. Estende-se por uma área de 29,39 km². Em 2010 a comuna tinha 287 habitantes (densidade: 9,8 hab./km²).